# Polycyrtidea floridana
Polycyrtidea floridana är en stekelart som beskrevs av Porter 1975. Polycyrtidea floridana ingår i släktet Polycyrtidea och familjen brokparasitsteklar. Inga underarter finns listade i Catalogue of Life.